# Екстрадиция
Екстрадицията е действие, при което една юрисдикция предава лице, обвинено или осъдено за извършване на престъпление, на друга юрисдикция, където да бъде приложен местния закон. Това е кооперативен процес на правоприлагане между две юрисдикции и зависи от споразуменията, сключени между тях. Освен правните аспекти на процеса, екстрадицията включва и преместването на физическите отговорности за задържане на лицето от едната юрисдикция към другата.
Чрез екстрадицията, една суверенна юрисдикция обикновено отправя формално искане към другата суверенна юрисдикция и ако укриващият се от правосъдието се намира на територията на втората, тогава тя може да арестува беглеца и да го подложи на екстрадиция. Процедурите по екстрадиция, на които той подлежи, зависят от правните практики в дадената страна.
На междудържавно ниво, екстрадицията обикновено се регулира чрез споразумения. Там, където тя е принудителна по закон (например сред поднационалните юрисдикции), често се нарича с термина „рендиция“. Механизмът на екстрадицията е древен, датирайки поне от 13 век пр.н.е., когато египетският фараон Рамзес II договаря договор за екстрадиция с хетския цар Хатушили III.
Някои държави, сред които и България, забраняват екстрадицията на собствените си граждани. Други са забранили изцяло екстрадицията. Отказът на дадена държава да екстрадира подозрени или престъпници може да доведе до обтягане на отношенията със страната, заявила екстрадиция.